# Qassiarsuk
Den grønlandske bygd Qassiarsuk (dansk: Brattahlid (Brattahlíð)) ligger i bunden af Tunulliarfik (dansk: Skovfjorden) på det sted, hvor Erik den Røde slog sig ned, da han i 982 kom til landet. I dag ligger bygden i Kujalleq Kommune.
Bygdens 42 indbyggere (1. januar 2004) har udsigt til lufthavnen Narsarsuaq på den anden side af Tunulliarfik, der er hovedindfaldsporten til Sydgrønland. I luftlinje er der ca. 40 km til Narsaq.
Narsarsuaq nås let i båd, ligesom der er helikopterforbindelse til Narsaq, der ligger ved mundingen af Tunuliarfik, en strækning på ca. 40 km. I Qassiarsuk findes elværk, butik, børnehave og sygeplejestation.

## Historie
I 982 hed bygden Brattahlid og lå i Østerbygden. Derfor findes der i området mange bevaringsværdige ruiner fra nordboerne.
Qassiarsuk bliver først nævnt med det gamle navn "Brattahlíð" i de gamle sagaer omkring Grønland of de bosættende, som beskriver den nordiske kolonisering af Island, Grønland, samt også fortællinger om området. Byen var bosat af Erik den Røde i 982, samt andre.
Der er adskillige ruiner i området som stammer fra gamle dage. Her blandt den berømte Brattahlid kirke, som er en af de ældre kirke på Grønland, og er bleven genbygget til at ligne sin ældre version. Det siges også at det først grønlandske "Þing" (Brattahlíð þing) var i Qassiarsuk, men blev højst sandsynlig udslettet under den lille istid.

## Økonomi
Bygdens økonomiske grundlag er fåreavl. Inden for de senere år har turisme haft en voksende betydning i området, der er ideelt for vandrere, der kan vandre mellem fåreholderstederne. Nogle af fåreholderstederne tilbyder overnatning.